# Wolfram Bäumer
Wolfram Bäumer (* 19. September 1959 in Bielefeld; † 24. Dezember 2017) war ein deutscher Eisenbahningenieur und Museumsbahnfachmann, der von 1988 bis 2015 alleiniger Redakteur der Zeitschrift Die Museums-Eisenbahn war. Insbesondere widmete sich Bäumer der Geschichte und der musealen Bewahrung von Kleinbahnen.

## Leben

### Ausbildung und Beruf
Der in Ludwigshafen aufgewachsene Bäumer absolvierte zunächst eine Ausbildung zum Feinmechaniker in Bremen, bevor er von 1980 bis 1983 an der Universität Stuttgart Maschinenwesen, Fachrichtung Verkehrstechnik und Eisenbahnwesen, studierte. Parallel dazu arbeitete er als Eisenbahner bei der Württembergischen Eisenbahn-Gesellschaft. Bäumer war nach erfolgreicher Beendigung des Studiums in leitenden Positionen bei verschiedenen Eisenbahnunternehmen tätig und bildete sich zum Eisenbahnbetriebsleiter und zum Sachverständigen für Schienenfahrzeuge und maschinelle Anlagen fort. 2010 machte er sich in diesem Beruf selbständig.

### Tätigkeit für Museumsbahnen
Bereits als Jugendlicher war Bäumer in Eisenbahnmuseen aktiv, zunächst im 1989 geschlossenen Eisenbahnmuseum Viernheim, seit 1979 vor allem beim Deutschen Eisenbahn-Verein, der die Schmalspurbahnstrecke Bruchhausen-Vilsen–Asendorf als Museumsbahn betreibt. Bäumer hatte dort wesentlichen Anteil daran, eine frühere preußische Kleinbahn einem breiten Publikum im Fahrbetrieb mit historischen Fahrzeugen erlebbar zu machen.
Bäumer war von 2010 bis 2012 Vorsitzender des Verbandes deutscher Museums- und Touristikbahnen (VDMT) und lange Jahre Leiter des VDMT-Arbeitskreises Museumsbahn sowie 2003/2004 Leiter des Eisenbahnmuseums Bochum. Bäumer war außerdem im Deutschen Museumsbund aktiv.
Von 1988 bis 2015 war Bäumer alleiniger Redakteur der vom Deutschen Eisenbahn-Verein herausgegebenen Zeitschrift Die Museums-Eisenbahn, an deren Redaktion er auch schon zuvor beteiligt war und die sich der Geschichte der Kleinbahnen widmet. Für die Zeitschrift verfasste er auch zahlreiche Beiträge. Er entwickelte die Zeitschrift zu einem der „lesenswertesten Magazine der Museumsbahnszene“, die Kleinbahngeschichte „spannend und fundiert“ präsentierte. Es sei Bäumer gelungen, den Charakter einer Kleinbahn im Alltag zu beschreiben.
Gewürdigt wird Bäumers „ganzheitliche Betrachtung des Eisenbahnwesens im technik- und sozialhistorischen Zusammenhang“, wonach zu einer Kleinbahn nicht nur Fahrzeuge, sondern auch die Menschen, Fahrgäste und Bedienstete, gehörten. Bäumer habe seine Ansichten klar und bewusst kompromisslos formuliert und damit durchaus provoziert und Kritik hervorgerufen. Er habe auf die Diskrepanz zwischen dem Anspruch, eine Museumsbahn und damit ein Museum zu betreiben und der Realität bei Museumsbahnen, auch bei seinem eigenen Verein, hingewiesen und nur verhaltene Reaktionen aus der Szene erhalten. Der Mehrwert des von ihm „mit teils breit angelegter Fundamentalkritik und schonungsloser Offenheit ausgeführten Diskurses“ sei regelmäßig nicht erkannt worden.

## Privates
Bäumer, der in Burhave und Bruchhausen-Vilsen lebte, war verheiratet. Er erlag einem schweren Krebsleiden.

## Veröffentlichungen (Auswahl)

### Bücher
- Eisenbahnen in Pommern. Bufe-Verlag, Egglham und München 1988, ISBN 3-922138-34-9 (gemeinsam mit Siegfried Bufe).
- Mit Tempo 20 über Land. Bildführer durch das Kleinbahn-Museum Bruchhausen-Vilsen. DEV-Kleinbahn-Verlag, Bruchhausen-Vilsen 1992, ISBN 978-3-9802233-9-3.

### Aufsätze
- Die Görlitzer Gewichtsbremse. In: Die Museums-Eisenbahn 1/1989, S. 16–22.
- Das preußische Kleinbahngesetz. In: Die Museums-Eisenbahn 4/1989, S. 23–34.
- Die Heberleinbremse. In: Die Museums-Eisenbahn 3/1991, S. 25.
- Eisenbahnmuseen in Deutschland. In: Die Museums-Eisenbahn 1/1992, S. 17–27.
- Ansatz einer Klassifizierung des Transportsystems „Kleinbahn“. In: Die Museums-Eisenbahn 2/1992, S. 11–27.
- Museales Bewahren von Feldbahngeschichte. In: Die Museums-Eisenbahn 1/1993, S. 8–12.
- Kleinbahn – das ist mehr als Fahrzeuge. In: Die Museums-Eisenbahn 1/1994, S. 17–21.